# Bộ Nông nghiệp và Nông thôn (Trung Quốc)
Bộ Nông nghiệp và Nông thôn Cộng hòa Nhân dân Trung Hoa (tiếng Trung: 中华人民共和国农业农村部, gọi ngắn: 农业农村部), là một cơ quan cấp bộ trực thuộc Quốc vụ viện Cộng hòa Nhân dân Trung Hoa. Bộ Nông nghiệp và Nông thôn chịu trách nhiệm chính trong việc nghiên cứu tổng thể và tổ chức thực hiện chiến lược, kế hoạch, chính sách Tam Nông (三农), giám sát và quản lý trồng trọt, chăn nuôi, thủy sản, trồng trọt; cơ giới hóa nông nghiệp, chất lượng và an toàn sản phẩm nông nghiệp; chịu trách nhiệm quản lý đầu tư nông nghiệp. Văn phòng của Tiểu tổ Lãnh đạo Công tác Nông thôn Trung ương Đảng Cộng sản Trung Quốc là tổ chức Đảng lãnh đạo chiến lược, đặt trụ sở tại Bộ Nông nghiệp và Nông thôn.

## Lịch sử

### Các thời kỳ
Tháng 10 năm 1949, Bộ Nông nghiệp Chính phủ Nhân dân Trung ương được thành lập. Năm 1954, cơ quan được đổi thành Bộ Nông nghiệp Cộng hòa Nhân dân Trung Hoa. Ngày 22 tháng 6 năm 1970, Ủy ban Trung ương Đảng Cộng sản Trung Quốc quyết định giải thể Bộ Nông nghiệp, Bộ Lâm nghiệp và Bộ Thủy sản, thành lập Bộ Nông nghiệp và Lâm nghiệp. Ngày 23 tháng 2 năm 1979, Hội nghị lần thứ sáu Ủy ban Thường vụ Đại hội Đại biểu Nhân dân toàn quốc Trung Quốc lần thứ V đã quyết định giải thể Bộ Nông lâm và thành lập Bộ Nông nghiệp và Bộ Lâm nghiệp riêng.
Ngày 4 tháng 5 năm 1982, Quốc vụ viện cải tổ Bộ Nông nghiệp, Bộ Khai hoang và Bộ Thủy sản thành Bộ Nông nghiệp, Chăn nuôi và Thủy sản (农牧渔业部). Tháng 4 năm 1988, theo kế hoạch cải cách thể chế của Quốc vụ viện, Bộ Nông nghiệp, Chăn nuôi và Thủy sản bị bãi bỏ và Bộ Nông nghiệp được thành lập. Ngày 17 tháng 3 năm 2018, Kỳ họp thứ nhất Nhân Đại khóa XIII đã thông qua Quyết định về Chương trình cải cách thể chế của Quốc vụ viện tại Kỳ họp thứ nhất Nhân Đại khóa XIII và thông qua Chương trình cải cách thể chế của Quốc vụ viện. Kế hoạch này quy định về việc thành lập Bộ Nông nghiệp và Nông thôn. Trách nhiệm của Bộ Nông nghiệp, cũng như các dự án đầu tư nông nghiệp của Ủy ban Cải cách và Phát triển Quốc gia Trung Hoa, các dự án phát triển nông nghiệp toàn diện của Bộ Tài chính Trung Hoa, các dự án cải tạo đất nông nghiệp của Bộ Đất đai và Tài nguyên Trung Hoa, và các dự án xây dựng công trình thủy lợi nông nghiệp của Bộ Thủy lợi Trung Hoa. Tích hợp trách nhiệm quản lý, thành lập Bộ Nông nghiệp và Nông thôn với tư cách là thành viên của Quốc vụ viện. Việc kiểm tra, giám sát tàu cá và trách nhiệm quản lý của Bộ Nông nghiệp sẽ được giao cho Bộ Giao thông vận tải Trung Hoa. Vào ngày 3 tháng 4 năm 2018, Bộ Nông nghiệp và Nông thôn mới được thành lập do Phó Tổng lý Hồ Xuân Hoa trao quyết định.

### Thời kỳ mới
Vào ngày 26 tháng 8 năm 2019, Lãnh tụ Tập Cận Bình đã ký Sắc lệnh số 32 của Cộng hòa Nhân dân Trung Hoa theo quyết định của Ủy ban Thường vụ Nhân Đại khóa 13, ban hành Sửa đổi Luật Quản lý đất đai Cộng hòa Nhân dân Trung Hoa, Quyết định của về Quản lý Bất động sản Đô thị, đã chuyển giao trách nhiệm cải cách và quản lý các khu nhà ở nông thôn trên toàn quốc từ Bộ Tài nguyên sang Bộ Nông nghiệp và Nông thôn. Khoản thứ tư, Điều 62 của Luật Địa chính được sửa đổi thành việc Bộ Nông nghiệp và Nông thôn chịu trách nhiệm cải cách và quản lý các trang trại nông thôn trên toàn quốc.
Vào ngày 31 tháng 8 năm 2020, theo Ý kiến thực hiện của Ủy ban Phát triển và Cải cách Quốc gia Trung Quốc về thúc đẩy toàn diện cải cách phân tách của các hiệp hội công nghiệp, thương mại và cơ quan hành chính (Phát Cải Thể Cải [2019] Số 1063), ban hành do Bộ Nông nghiệp và Nông thôn (bao gồm cả Bộ Nông nghiệp cũ) cùng 38 hiệp hội ngành hàng thương mại, như Hiệp hội Giống cây trồng Trung Quốc, Hiệp hội Sữa Trung Quốc, được tách khỏi Bộ Nông nghiệp và Nông thôn, đăng ký trực tiếp theo quy định của pháp luật, hoạt động độc lập, tách khỏi chức năng hành chính và không còn thành lập các đơn vị giám sát kinh doanh. Hủy bỏ các khoản chiếm dụng tài chính trực tiếp và hỗ trợ sự phát triển của các tổ chức kinh tế thông qua việc mua các dịch vụ của Quốc vụ viện.

## Chức trách
Theo Quy định về cơ cấu chức năng, tổ chức bên trong và biên chế của Bộ Nông nghiệp và Nông thôn, bộ đảm nhận các chức năng sau:
1. Phối hợp nghiên cứu và tổ chức thực hiện các chiến lược phát triển, kế hoạch trung hạn và dài hạn, các chính sách lớn đối với công tác Tam Nông. Tổ chức soạn thảo các luật và quy định liên quan đến nông nghiệp và nông thôn, xây dựng các quy định của cơ quan ban ngành và hướng dẫn toàn diện việc thi hành Luật Nông nghiệp. Tham gia vào việc xây dựng các chính sách tài chính và thuế liên quan đến nông nghiệp, giá cả, thu mua và bảo quản, bảo hiểm tài chính, xuất nhập khẩu.
2. Phối hợp và thúc đẩy sự phát triển của các chủ trương xã hội nông thôn, dịch vụ công nông thôn và nông nghiệp. Văn hóa làng xã, cơ sở hạ tầng nông thôn và quản trị nông thôn. Lãnh đạo tổ chức cải thiện môi trường sống nông thôn. Hướng dẫn xây dựng văn minh tinh thần nông thôn và văn hóa nông dân ưu tú. Hướng dẫn sản xuất an toàn ngành nông nghiệp.
3. Xây dựng chính sách để cải cách sâu rộng hệ thống kinh tế nông thôn và củng cố, hoàn thiện hệ thống quản lý nông thôn cơ bản. Chịu trách nhiệm cải cách và quản lý ruộng đất và nhà ở nông thôn nhận khoán của nông dân. Chịu trách nhiệm cải cách hệ thống quyền sở hữu tập thể nông thôn, hướng dẫn phát triển các tổ chức kinh tế tập thể nông thôn và quản lý tài sản tập thể. Hướng dẫn việc xây dựng và phát triển các tổ chức kinh tế hợp tác của nông dân, hệ thống dịch vụ xã hội hóa nông nghiệp, các chủ thể kinh doanh nông nghiệp kiểu mới.
4. Hướng dẫn phát triển các ngành công nghiệp đặc trưng nông thôn, công nghiệp chế biến nông sản, nông nghiệp và doanh nghiệp thành phố cấp huyện. Đưa ra các đề xuất thúc đẩy lưu thông nông sản số lượng lớn, nuôi trồng và bảo vệ thương hiệu nông sản. Công bố thông tin kinh tế nông nghiệp và nông thôn, theo dõi và phân tích hoạt động kinh tế nông nghiệp và nông thôn. Đảm nhận các công việc liên quan đến thống kê nông nghiệp và thông tin hóa nông nghiệp và nông thôn.
5. Chịu trách nhiệm giám sát và quản lý các ngành nông nghiệp khác nhau như trồng trọt, chăn nuôi, ngư nghiệp, cải tạo trang trại và cơ giới hóa nông nghiệp. Hướng dẫn sản xuất ngũ cốc và các sản phẩm nông nghiệp khác. Tổ chức xây dựng hệ thống công nông nghiệp, hệ thống sản xuất, hệ thống quản lý, hướng dẫn sản xuất nông nghiệp đạt chuẩn. Chịu trách nhiệm đàm phán và thực hiện hợp đồng nghề cá song phương và đa phương. Tiêu cực trong quản lý nghề cá đại dương và quản lý nghề cá và giám sát, quản lý cảng cá.
6. Chịu trách nhiệm giám sát, quản lý chất lượng, an toàn sản phẩm nông nghiệp và tổ chức thực hiện giám sát chất lượng và an toàn nông sản, truy xuất nguồn gốc và đánh giá rủi ro. Đề xuất các biện pháp kỹ thuật thương mại. Tham gia xây dựng tiêu chuẩn quốc gia về chất lượng, an toàn sản phẩm nông nghiệp và tổ chức thực hiện cùng với các ban ngành liên quan. Hướng dẫn xây dựng hệ thống thanh tra, kiểm nghiệm nông sản.
7. Tổ chức phân chia tài nguyên nông nghiệp. Hướng dẫn việc bảo vệ, quản lý đất nông nghiệp, trấn thủy sản, nguồn lợi các loài sinh vật nông nghiệp và chịu trách nhiệm bảo vệ động, thực vật thủy sinh, đất canh tác và bảo vệ chất lượng đất trồng trọt cơ bản vĩnh viễn. Hướng dẫn quản lý môi trường các vùng sản xuất nông nghiệp và sản xuất nông nghiệp sạch, hướng dẫn phát triển nông nghiệp cơ sở, nông nghiệp tái chế sinh thái, nông nghiệp tiết kiệm chi phí, phát triển toàn diện và sử dụng năng lượng tái tạo nông thôn, phát triển công nghiệp sinh khối nông nghiệp. Đi đầu trong việc quản lý các loài ngoại lai.
8. Chịu trách nhiệm giám sát, quản lý vật tư sản xuất nông nghiệp và các vật tư đầu vào của nông nghiệp. Tổ chức xây dựng hệ thống thị trường tư liệu sản xuất nông nghiệp, xây dựng tiêu chuẩn quốc gia về vật tư sản xuất nông nghiệp có liên quan và giám sát việc thực hiện. Xây dựng tiêu chuẩn quốc gia về chất lượng thuốc thú y, giới hạn dư lượng thuốc thú y, phương pháp kiểm nghiệm dư lượng và công bố theo quy định. Tổ chức công tác quản lý thú y, quản lý thuốc thú y, kiểm tra thuốc và chịu trách nhiệm quản lý cán bộ thú y và các trường hợp giết mổ gia súc, gia cầm.
9. Chịu trách nhiệm phòng chống và giảm nhẹ thiên tai trong nông nghiệp và phòng chống các loại dịch bệnh chính và côn trùng gây hại. Hướng dẫn xây dựng hệ thống kiểm dịch động vật, thực vật, tổ chức và giám sát công tác kiểm dịch động vật, thực vật trong nước, công bố tình hình dịch bệnh và tổ chức phòng chống.
10. Chịu trách nhiệm quản lý đầu tư nông nghiệp. Đưa ra các đề xuất cải cách hệ thống đầu tư và tài chính nông nghiệp. Lập phương án xây dựng dự án đầu tư nông nghiệp do Trung ương bố trí, đề xuất quy mô, hướng đầu tư nông nghiệp, hỗ trợ các dự án tài chính nông nghiệp và phát triển nông thôn, phê duyệt các dự án đầu tư nông nghiệp theo thẩm quyền do Quốc vụ viện quy định và chịu trách nhiệm bố trí, giám sát, quản lý dự án đầu tư nông nghiệp.
11. Đẩy mạnh cải cách hệ thống khoa học công nghệ nông nghiệp và xây dựng hệ thống đổi mới khoa học công nghệ nông nghiệp. Hướng dẫn xây dựng hệ thống công nghệ ngành nông nghiệp và hệ thống khuyến nông, tổ chức phát triển nghiên cứu công nghệ cao, công nghệ ứng dụng trong lĩnh vực nông nghiệp, chuyển đổi thành tựu khoa học và công nghệ, khuyến công. Chịu trách nhiệm giám sát và quản lý an toàn đối với sinh vật biến đổi gen trong nông nghiệp và bảo vệ giống cây nông nghiệp mới.
12. Hướng dẫn công tác nhân tài nông nghiệp, nông thôn. Báo cáo và tổ chức thực hiện kế hoạch xây dựng đội ngũ nhân tài nông nghiệp, nông thôn, hướng dẫn giáo dục nông nghiệp và phát triển kỹ năng nghề nông nghiệp, hướng dẫn trồng trọt nông dân chuyên nghiệp kiểu mới, trồng nhân tài khoa học kỹ thuật nông nghiệp và đào tạo nhân tài nông thôn.
13. Đi đầu trong việc phát triển hợp tác nông nghiệp với nước ngoài. Thực hiện các hoạt động đối ngoại nông nghiệp liên Chính phủ, tổ chức xúc tiến thương mại nông nghiệp và các hoạt động giao lưu, hợp tác quốc tế có liên quan, tham gia xây dựng và đàm phán các chính sách viện trợ nước ngoài và các quy tắc thương mại nông nghiệp, thực hiện các dự án gia công nông nghiệp cụ thể và tổ chức thực hiện các công ước và thỏa thuận quốc tế có liên quan.
14. Hoàn thành các nhiệm vụ khác do Trung ương Đảng, Quốc vụ viện và Tiểu tổ Lãnh đạo Công tác Nông thôn Trung ương giao.

## Cơ cấu tổ chức
Theo Quy định về cơ cấu chức năng, tổ chức bên trong và biên chế của Bộ Nông nghiệp và Nông thôn, bộ có các cơ quan sau:

### Tổ chức nội bộ
- Sảnh Văn phòng Bộ (办公厅)
- Ty Tổ chức cán bộ (人事司)
- Ty Quy chế (法规司)
- Ty Chính sách và Cải cách (政策与改革司)
- Ty Kế hoạch phát triển (发展规划司)
- Ty Kế hoạch tài chính (计划财务司)
- Ty Phát triển công nghiệp nông thôn (乡村产业发展司)
- Ty Xúc tiến các Chính sách xã hội nông thôn (农村社会事业促进司)
- Ty Hướng dẫn kinh tế hợp tác nông thôn (农村合作经济指导司)
- Ty Thị trường và Thông tin (市场与信息化司)
- Ty Hợp tác Quốc tế (国际合作司)
- Ty Giáo dục Khoa học và Công nghệ (科技教育司)
- Ty Giám sát chất lượng và An toàn thực phẩm nông sản (农产品质量安全监管司)
- Ty Quản lý rừng trồng (种植业管理司)
- Cục Chăn nuôi và Thú y (畜牧兽医局)
- Cục Nghề cá và Quản lý ngư nghiệp (渔业渔政管理局)
- Cục Cải tạo trang trại (农垦局)
- Ty Quản lý giống (种业管理司)
- Ty Quản lý cơ giới hóa nông nghiệp (农业机械化管理司)
- Ty Quản lý xây dựng đất trồng trọt (农田建设管理司)
- Đảng ủy Cơ quan (机关党委)
- Cục Cán bộ hưu trí (离退休干部局)

Văn phòng Tiểu tổ Lãnh đạo Công tác  Nông thôn Trung ương nằm trong Bộ Nông nghiệp và Nông thôn, dưới sự lãnh đạo trực tiếp của Tiểu tổ Lãnh đạo Công tác  Nông thôn Trung ương.

### Cơ quan điều phối
- Văn phòng Quản lý nghề cá lưu vực sông Dương Tử (农业农村部长江流域渔政监督管理办公室)
- Văn phòng Đại diện thường trực của Trung Hoa tại Tổ chức Nông Lương Liên Hợp Quốc (中华人民共和国常驻联合国粮农机构代表处)

### Các tổ chức liên kết trực tiếp
- Trung tâm Dịch vụ (农业农村部机关服务中心)
- Học viện Khoa học Nông nghiệp Trung Hoa (中国农业科学院. Cấp phó bộ)
- Học viện Khoa học Thủy sản Trung Hoa (中国水产科学研究院)
- Học viện Khoa học nông nghiệp nhiệt đới Trung Hoa (中国热带农业科学院)
- Trung tâm Triển lãm nông nghiệp Quốc gia (全国农业展览馆)
- Trung tâm Điện ảnh và Truyền hình Nông nghiệp Trung Hoa (中国农业电影电视中心)
- Nông dân hàng ngày (农民日报社)
- Tạp chí Nông thôn Trung Quốc (中国农村杂志社)
- Trung tâm Giáo dục và Đào tạo cán bộ nông nghiệp Trung ương (中央农业干部教育培训中心)
- Trung tâm Phát triển nguồn nhân lực (农业农村部人力资源开发中心)
- Trung tâm Nghiên cứu Kinh tế Nông thôn (农业农村部农村经济研究中心)
- Trạm Quản lý Kinh tế hợp tác xã nông thôn (农业农村部农村合作经济经营管理总站)
- Trung tâm Thông tin (农业农村部信息中心)
- Trung tâm Chất lượng và An toàn Sản phẩm nông nghiệp (农业农村部农产品质量安全中心)
- Viện Quy hoạch và Thiết kế (农业农村部规划设计研究院)
- Trung tâm Dịch vụ Kỹ thuật xây dựng (农业农村部工程建设服务中心)
- Trung tâm Dịch vụ kế toán (农业农村部财会服务中心)
- Trung tâm Hợp tác kinh tế đối ngoại (农业农村部对外经济合作中心)
- Trung tâm Xúc tiến thương mại nông nghiệp (农业农村部农业贸易促进中心)
- Trung tâm Dịch vụ giao lưu quốc tế (农业农村部国际交流服务中心)
- Trường Phát thanh – Truyền hình nông nghiệp Trung ương (中央农业广播电视学校)
- Trung tâm Phát triển khoa học và công nghệ (农业农村部科技发展中心)
- Trạm Sinh thái nông nghiệp và Bảo vệ nguồn lợu (农业农村部农业生态与资源保护总站)
- Trung tâm Dịch vụ Khuyến nông Kỹ thuật Quốc gia (全国农业技术推广服务中心)
- Sở Kiểm định thuốc bảo vệ thực vật (农业农村部农药检定所)
- Trung tâm Giám sát và Bảo vệ chất lượng đất canh tác (农业农村部耕地质量监测保护中心)
- Trạm Kiểm định và Giám định máy nông nghiệp (农业农村部农业机械试验鉴定总站)
- Trạm Khuyến nông và Phát triển công nghệ cơ giới hóa (农业农村部农业机械化技术开发推广总站)
- Trung tâm Giám sát đồng cỏ (农业农村部草原监理中心)
- Tổng cục Chăn nuôi Quốc gia (全国畜牧总站)
- Trung tâm Kiểm soát và Phòng ngừa dịch bệnh động vật Trung Quốc (中国动物疫病预防控制中心)
- Sở Giám sát thuốc thú y Trung Quốc (中国兽医药品监察所)
- Trung tâm Thú y và Dịch tễ Trung Quốc (中国动物卫生与流行病学中心)
- Trung tâm Phát triển kinh tế cải tạo đất Trung Quốc (中国农垦经济发展中心)
- Trung tâm Phát triển xã hội nông thôn (农业农村部农村社会事业发展中心)
- Trạm Xúc tiến công nghệ thủy sản Quốc gia (全国水产技术推广总站)

### Đơn vị xí nghiệp trực thuộc
- Công ty Cổ phần Tập đoàn Khai hoang nông nghiệp Hắc Long Giang (黑龙江北大荒农垦集团总公司)
- Tập đoàn Cải tạo nông nghiệp tỉnh Quảng Đông (广东省农垦集团公司)
- Nhà xuất bản Nông nghiệp Trung Quốc (中国农业出版社有限公司)
- Nhà xuất bản Khoa học và Công nghệ nông nghiệp Trung Quốc (中国农业科学技术出版社有限公司)

### Tổ chức xã hội có thẩm quyền
- Hiệp hội Nông nghiệp Trung Quốc
- Hội Nghề cá Trung Quốc
- Hiệp hội Thể thao nông dân Trung Quốc

## Thế hệ lãnh đạo
| Thứ tự                                                            | Bộ trưởng                                                 | Sinh                                                      | Nhiệm kỳ                                                  | Công tác về sau                                                                   |
| Bộ Nông nghiệp Chính phủ Trung ương Trung Hoa (1949 1954)         | Bộ Nông nghiệp Chính phủ Trung ương Trung Hoa (1949 1954) | Bộ Nông nghiệp Chính phủ Trung ương Trung Hoa (1949 1954) | Bộ Nông nghiệp Chính phủ Trung ương Trung Hoa (1949 1954) | Bộ Nông nghiệp Chính phủ Trung ương Trung Hoa (1949 1954)                         |
| ----------------------------------------------------------------- | --------------------------------------------------------- | --------------------------------------------------------- | --------------------------------------------------------- | --------------------------------------------------------------------------------- |
| 1                                                                 | Lý Thư Thành                                              | 1882 – 1965                                               | 1949 – 1954                                               |                                                                                   |
| Bộ Nông nghiệp Cộng hòa Nhân dân Trung Hoa (1954 – 1970)          |                                                           |                                                           |                                                           |                                                                                   |
| 2                                                                 | Liêu Lỗ Ngân                                              | 1913 – 1972                                               | 09/1954 – 06/1970                                         |                                                                                   |
| Bộ Nông Lâm Cộng hòa Nhân dân Trung Hoa (1970 – 1979)             |                                                           |                                                           |                                                           |                                                                                   |
| 3                                                                 | Sa Phong                                                  | 1928 – 2013                                               | 06/1970 – 01/1978                                         | Thiếu tướng                                                                       |
| 4                                                                 | Dương Lập Công                                            | 1919 – 2010                                               | 01/1978 – 02/1979                                         |                                                                                   |
| Bộ Nông nghiệp Cộng hòa Nhân dân Trung Hoa (1979 – 1982)          |                                                           |                                                           |                                                           |                                                                                   |
| 5                                                                 | Hoắc Sĩ Liêm                                              | 1909 – 1996                                               | 02/1979 – 03/1981                                         |                                                                                   |
| 6                                                                 | Lâm Hồ Gia                                                | 1916 – 2018                                               | 03/1981 – 05/1986                                         |                                                                                   |
| Bộ Nông nghiệp, Chăn nuôi và Thủy sản Trung Hoa (1982 – 1988)     |                                                           |                                                           |                                                           |                                                                                   |
| 7                                                                 | Hà Khang                                                  | 1923                                                      | 06/1986 – 06/1990                                         |                                                                                   |
| Bộ Nông nghiệp Cộng hòa Nhân dân Trung Hoa (1988 – 2018)          |                                                           |                                                           |                                                           |                                                                                   |
| 8                                                                 | Lưu Trung Nhất                                            | 1930 – 2020                                               | 06/1990 – 03/1993                                         |                                                                                   |
| 8                                                                 | Lưu Giang                                                 | 1940                                                      | 03/1993 – 03/1998                                         |                                                                                   |
| 8                                                                 | Trần Diệu Bang                                            | 1935                                                      | 03/1998 – 08/2001                                         |                                                                                   |
| 8                                                                 | Đỗ Thanh Lâm                                              | 1946                                                      | 08/2001 – 12/2006                                         | Bí thư Ban Bí thư, Phó Chủ tịch Chính Hiệp                                        |
| 8                                                                 | Tôn Chính Tài                                             | 1963                                                      | 12/2006 – 12/2009                                         | Ủy viên Bộ Chính trị, Bí thư Thành ủy Trung Khánh; nhận án hình sự tội tham nhũng |
| 8                                                                 | Hàn Trường Phú                                            | 1930 – 2020                                               | 12/2009 – 12/2020                                         |                                                                                   |
| Bộ Nông nghiệp và Nông thôn Cộng hòa Nhân dân Trung Hoa (từ 2018) |                                                           |                                                           |                                                           |                                                                                   |
| 3                                                                 | Đường Nhân Kiện                                           | 1962                                                      | Tháng 12 năm 2020 – nay                                   |                                                                                   |